# تايلس

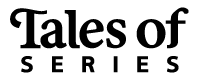
جزء من شعار سلسلة "حكايات"

تايلس (بالإنجليزية: Tales) هي سلسلة ألعاب فيديو تقمص أدوار روائية تم البدأ بإنتاجها في سنة 1995 من قبل شركة نامكو، تم إنتاج عدة مسلسلات، تم إنتاج اللعبة لأجهزة البلاي ستيشن وإكس بوكس والوي ونينتندو دي إس والمايكروسوفت.

## الألعاب
- تايلس أوف فنتازيا (1995)
- تايلس أوف ديستني (1997)
- تايلس أوف إيترنيا (2000)
- تايلس أوف ديستني 2 (2002)
- تايلس أوف سمفونيا (2003)
- تايلس أوف ريبيرث (2004)
- تايلس أوف ليجنديا (2005)
- تايلس أوف أبيس (2005)
- تايلس أوف إينوسينس (2007)
- تايلس أوف فيسبريا (2008)
- تايلس أوف هارتس (2008)
- تايلس أوف غرايشس (2009)
- تايلس أوف زيليا (2011)
- تايلس أوف إكسيليا (2012)
- تايلس أوف زيستيريا (2015)
- تايلس أوف بيرسيريا (2016)